# جوليس-إدوارد بريفوست
جوليس-إدوارد بريفوست هو سياسي كندي، ولد في 21 نوفمبر 1871 في سان جيروم في كندا، وتوفي بنفس المكان في 13 أكتوبر 1943. نشط حزبياً في Laurier Liberals ‏ والحزب الليبرالي الكندي. وقد انتخب عضو مجلس الشيوخ الكندي ‏ وانتخب عضو مجلس العموم الكندي.